# مازورکای کنار تخت
مازورکای کنار تخت (دانمارکی: Mazurka på sengekanten) یک فیلم کمدی جنسی به کارگردانی جان هیلبارد است که در سال ۱۹۷۰ منتشر شد. این فیلم برپایهٔ رمان مازورکا اثر نویسندهٔ دانمارکی «سویا» ساخته شد.

## گزیدهٔ بازیگران
- اوله سولتوفت[۴]
- انی بیرگیت گارده
- پل هاگن
- کارل استگر
- آرتور ینسن
- سورن استرونبرگ